# Судирман (массив)
Судирман (индон. Sudirman, ранее известный как Нассау) — горный хребет в западной части гор Маоке, на острове Новая Гвинея, в провинции Папуа, Индонезия.

## География
Длина хребта — 320 км, ширина — 150 км. Высота 4000-4500 м. Самая высокая гора — Джая (4884 м). Вторая по высоте — Пунчак-Трикора (4750 м). На западе хребет упирается в полуострова Доберай и Бомберай, на востоке переходит в восточный хребет гор Маоке — Джаявиджая. Делится на Западный Судирман и Восточный Судирман.

### Вершины
| Номер | Название           | Высота (м) | Координаты                      | ОВ, (м) |
| ----- | ------------------ | ---------- | ------------------------------- | ------- |
| 1     | Джая               | 4884       | 4°04′43″ ю. ш. 137°09′30″ в. д. | 4884    |
| —     | Сумантри           | 4870       | 4°03′10″ ю. ш. 137°10′01″ в. д. | 350     |
| —     | Нгга-Пулу          | 4862       | 4°03′38″ ю. ш. 137°10′36″ в. д. | 240     |
| —     | Восточный Карстенс | 4820       | 4°05′00″ ю. ш. 137°11′06″ в. д. | 280     |
| 2     | Пунчак-Трикора     | 4750       | 4°15′44″ ю. ш. 138°40′54″ в. д. | 1262    |
| 3     | Нгга-Пилимсит      | 4717       | 4°02′08″ ю. ш. 137°03′33″ в. д. | 557     |
| 4     | Пик 4460           | 4460       | 4°05′04″ ю. ш. 137°20′59″ в. д. | 600     |
| —     | Платен-Шпитц       | 4420       | 4°05′29″ ю. ш. 137°08′02″ в. д. | 460     |

## Ледники
От больших ледников, которые сплошной шапкой покрывали горные вершины-четырёхтысячники в середине XIX века, до 2005 года остались только небольшие участки, покрытые льдом. Самый большой из них — ледник Восточная Северная Стена, который лежит на склонах вершин Сумантри и Нгга-Пула. К западу от него лежит небольшой ледник — Западная Северная Стена, между вершинами Пунчак-Джая (восточный склон) и Восточный Карстенс (западный склон) лежит ледник Карстенс. На горе Пунчак-Трикора в период с 1936 по 1962 год лед полностью растаял.